# 마크 키퍼
마크 앤드루 키퍼(Mark Andrew Kiefer, 1968년 11월 13일 ~ )는 전 KBO 리그 KIA 타이거즈와 두산 베어스의 외국인 야구 선수이다.
2002년에 KIA 타이거즈에 입단하면서 한국 무대를 밟게 되었다.
그해 19승을 올리며 동료인 다니엘 리오스와 함께 활약하며 KIA 타이거즈의 2강 진출에 활약하고, 다승왕 타이틀을 따내어 역대 외국인 최다 승을 기록했다.
(이 기록은 2007년에 두산 베어스의 용병 투수인 다니엘 리오스에 의해 22승으로 깨지게 된다.)
2003년에도 KIA 타이거즈에 남게 되었으나 시즌 중 두산 베어스로 트레이드되어 2004년까지 버텼지만, 그해 7월에 방출당했다.